# Ред и закон: Одељење за специјалнe жртве (6. сезона)
Шеста сезона серије Ред и закон: Одељење за специјалне жртве је премијерно емитована на каналу НБЦ од 21. септембра 2004. године до 24. маја 2005. године и броји 23 епизоде. Шеста сезона је емитована уторком увече у 21:00. У јануару 2005. године, када је сезона била на пола емитовања, Мариска Харгитеј је освојила награду Златни глобус за најбољу глумицу у драмској телевизијској серији чиме је постала прва чланица главне поставе било које серије франшизе "Ред и закон" која је освојила Златни глобус.

## Продукција
Ејми Ен Вадинг, дугогодишња асистенткиња у Волф Филмсу, погинула је у саобраћајној несрећи док се снимала шеста сезона. Седма епизода "Харизма" била је посвећена у знак сећања на њу. При крају сезоне, серија Ред и закон: Одељење за специјалне жртве имала је дводелну унакрсну епизоду са трећим огранком серије Ред и закон Ред и закон: Суђење пред поротом, а епизоде су се звале "Ноћ" (у ОСЖ-у) и "Дан" (у СПП-у). У епизоди исламски фундаменталиста тукао је Кејси Новак док се није онесвестила. У изјави за USA Network, Дајен Нил, која је сама радила вратоломије, открила је да се заиста онесвестила због грешке у томе како су глумили у призору.
У изјави о 6. сезони, Мариска Харгитеј је напоменула да се снимање ноћних призора одвијало у уторак и петак увече — када су се емитовале завршене епизоде. У истој изјави је објашњено како је дала допринос писању епизоде „Сумња“. Харгитејева, која је обучена саветница за кризна стања у вези са силовањем, рекла је „Натерала сам Нилову да обиђе центар за лечење силованих. Јер када сам постала саветница, могла сам да кажем: 'Не, не иде то тако'“. Радња епизоде "Сумња", која је позната по томе што није откривена пресуда пороте, врти се око студенткиње и њеног професора и тешкоће у утврђивању да ли је њихов полни однос био силовање или споразумни секс. НБЦ је спровео интернет анкету која је открила да је 60% гледалаца било за пресуду "није крив". Снимање епизоде је трајало дуго због камиона који није хтео да упали. Према речима продуценткиње Гејл Беринџер, „Било је то ноћу и имали смо дуго кашњење, ишли смо заиста касно. Најгори је осећај гледати на сат. Желимо да све буде савршено, али сат само вришти на тебе."
Током шесте сезоне, миксер звука Бил Дејли, који је био у серији од њеног почетка, елаборирао је аудио опрему коју користи ОСЖ. Ово је укључивало Lectrosonics пријемнике и прекидне склопке постављене тако да је све било бежично.

## Глумачка постава
Сви чланови главне поставе из пете сезоне вратили су се за шесту. Стефани Марч, која је напустила серију почетком 5. сезоне, вратила се у улогу Александра Кабот у шеснаестој епизоди "Дух".

## Улоге

### Гавне
- Кристофер Мелони као Елиот Стаблер
- Мариска Харгитеј као Оливија Бенсон
- Ричард Белзер као Џон Манч
- Дајен Нил као ПОТ Кејси Новак
- Ајс Ти као Фин Тутуола
- Б. Д. Вонг као др. Џорџ Хуанг
- Ден Флорек као Дон Крејген

### Епизодне
- Стефани Марч као ПОТ Александра Кабот (Епизода 16)
- Тамара Тјуни као др. Мелинда Ворнер (Епизоде 1, 4, 6-10, 12-15, 19-20, 22-23)

## Епизоде
| Бр. у серији | Бр. у сезони | Наслов            | Редитељ                            | Сценариста                                                  | Премијерно емитовање | Прод. код | Гледаоци у САД-у (милиони) |
| --- | ------------ | ----------------- | ---------------------------------- | ----------------------------------------------------------- | -------------------- | --------- | -------------------------- |
| 117 | 1            | "Право по рођењу" | Артур В. Форни                     | Џонатан Грин                                                | 21. септембар 2004.  | E5201     | 14.20                      |
| Детективи ОСЖ-а истражују покушај отмице шестогодишње девојчице. За човека који стоји иза покушаја откривено је да је приватни детектив кога је ангажовала жена која је убеђена да је она рођена мајка девојчице. Ова тврдња открива лекара о плодности са шемом крађе ембриона и давања истих различитим родитељима што је довело до спора због старатељства између мајке даваоца и родитеља. |              |                   |                                    |                                                             |                      |           |                            |
| 118 | 2            | "Дуг"             | Дејвид Плат                        | Аманда Грин                                                 | 28. септембар 2004.  | E5203     | 13.00                      |
| Догађај занемаривања детета води Бенсонову и Стаблера да истраже нестанак мајке. Од њене сестре су сазнали да се она договорила са трговцима људима да прошверцује своје дете у пубертету у Њујорк из Кине. Откривено је да је избеглица у пубертету присиљена на проституцију, а њен живот је касније коришћен за преговоре гангстера како би избегли кривично гоњење. Када је екипа ухватила вођу багре, детектив Стаблер је у могућности да добије помоћ од једног од њених новијих чланова убедивши га да је светла будућност која му је обећана била лаж. После хапшења подмићеног заступника избеглица, СУП коначно сазнаје где се налазе затворене жене. Детектив Стаблер стиже право на време да одржи обећање које је дао. |              |                   |                                    |                                                             |                      |           |                            |
| 119 | 3            | "Бестид"          | Константин Макрис                  | Хозе Молина                                                 | 12. октобар 2004.    | E5205     | 12.35                      |
| Глумица у пубертету силована је док је спавала у својој приколици. Продуцент серије која садржи слободнији садржај, сумња да је силовање организовано као део кампање медијске пристојности коју води заштитнички настројена мајка. ОСЖ открива да је њен син починио силовање јер је мислио да ће задивити радио водитеља. То доводи до два суђења која се усредсређују на утицај и снагу забавне штампе. |              |                   |                                    |                                                             |                      |           |                            |
| 120 | 4            | "Стрвождер"       | Данијел Секим                      | Дон ДеНун и Лиса Мери Питерсен                              | 19. октобар 2004.    | E5207     | 12.62                      |
| Екипа ОСЖ-а трка се са временом како би решила загонетке и пронашла трагове које је по целом граду разбацао необичан низни убица. Уз помоћ његове мајке, екипа је успела да спаси жртву која је преживела првобитне злочине. |              |                   |                                    |                                                             |                      |           |                            |
| 121 | 5            | "Вапај"           | Константин Макрис                  | Патрик Харбинсон                                            | 26. октобар 2004.    | E5202     | 13.01                      |
| Несталае средњошколка пронађена је на градилишту и тврди да ју је силовало неколико мушкараца у униформи. У све сложенијој истрази која је уследила, Бенсонова и Стаблер морају да се баве не само медијским бесом око случаја, већ и са променљивим исказом девојке о догађајима. |              |                   |                                    |                                                             |                      |           |                            |
| 122 | 6            | "Савест"          | Дејвид Плат                        | Роџеер Волфсон и роберт Нејтан                              | 9. новембар 2004.    | E5208     | 14.30                      |
| Петогодишњи син психијатра нестао је са рођендана, а касније га је полиција пронашла мртвог. Како детективи истражују, скупина осумњичених се постепено смањује док докази на крају нису указали на неочекивани правац. |              |                   |                                    |                                                             |                      |           |                            |
| 123 | 7            | "Харизма"         | Артур В. Форни                     | Мишел Фејзкас и Тара Бетерс                                 | 16. новембар 2004.   | E5206     | 16.38                      |
| Истрага оплођене дванаестогодишње девојчице доводи ка харизматичном вође секте који се окреће сопственим следбеницима и бежи док детективи покушавају да претресу његове просторије. Потрага за њим испоставља се тешком јер је људима са јаким везама са њим, међу којима је и мајка девојчице, испрани мозгови. Због неуобичајених околности у одељењуу, Бенсонова ради са Манчом на потери која је уследила. |              |                   |                                    |                                                             |                      |           |                            |
| 124 | 8            | "Сумња"           | Тед Кочев                          | Марџори Дејвид                                              | 23. новембар 2004.   | E5209     | 15.20                      |
| Када је студенткиња рекла да је силована, а њен професор да је однос био споразуман, Стаблер и Бенсонова су се нашли усред спора "рекла, казала". Један аргумент посредно открива да се Стаблер растао од своје жене. Стаблер у почетку верује професору, али мења мишљење када је видео како обмањује ћерку. Бенсонова првобитно верује студенткињи, али мења мишљење када је она покушала да се убије само да би саосећали са њом. Иако нису били сигурни ко је крив, они су ушли у судницу да би чули пресуду пороте. |              |                   |                                    |                                                             |                      |           |                            |
| 125 | 9            | "Слабост"         | Дејвид Плат                        | Мишел Фејзкас и Тара Батерс                                 | 30. новембар 2004.   | E5212     | 15.30                      |
| У истрази низног силоватеља, детективи су затражили помоћ од бившег полицајца који је постао психијатар како би дошли до параноично-шизофрене жене која се сећа како ју је напао починилац, али није у могућности да опише догађај. |              |                   |                                    |                                                             |                      |           |                            |
| 126 | 10           | "Прогон"          | Хуан Џ. Капманела                  | Аманда Грин                                                 | 7. децембар 2004.    | E5212     | 13.50                      |
| После једне пљачке, прошлост детектива Тутуоле као службено лице Одељења за наркотике сустигла га је јер га ожалошћена мајка криви због тога што јој је отуђена ћерка постала наркоманка. Фин се повезује са младим детективом Одељења за наркотике и одлучује да исправи ствари. |              |                   |                                    |                                                             |                      |           |                            |
| 127 | 11           | "Зараза"          | Арон Липстат                       | Џонатан Грин                                                | 11. јануар 2005.     | E5214     | 15.94                      |
| На прегледу деветогодишње девојчице која је преживела саобраћајну несрећу са својим родитељима откривено је да је она жртва сексуалног злостављања. Због страха и очаја, она све окончава окривљујући погрешног осумњиченог што је довело до гомиле лажних оптужби против њега од стране других девојчица. Међутим, ОСЖ сазнаје да је девојчица заправо била жртва некога ко је деловао као сведок. |              |                   |                                    |                                                             |                      |           |                            |
| 128 | 12           | "Идентитет"       | Рик Валас                          | Лиса Мери Питерсен и Дон ДеНун                              | 18. јануар 2005.     | E5215     | 15.34                      |
| Сложености се јављају у истрази члана багре који је пао са зграде када га је жртва коју је покушао да силује ударила у самоодбрану. Када су детективи Бенсонова и Стаблер били сигурни да су пронашли жртву, његов сестра близнакиња признаје да је угризла члана багре иако ујед потиче од некога ко је по хромозомима мушко. Близанци су потресени открићем да су њихови родитељи покушали да одгаје једно од њих као девојчицу након необавезног обрезивања. Истрага открива више у вези с унутрашом побудом лекара и доказује да неговање надмашује природу. |              |                   |                                    |                                                             |                      |           |                            |
| 129 | 13           | "Плен"            | Константин Макрис                  | Хозе Молина                                                 | 25. јануар 2005.     | E5217     | 14.19                      |
| Тело седмогодишњег детета чији је нестанак пријављен 1980. године пронађено је, а Бенсонова и екипа почињу да истражују осуђеног низног убицу Лукаса Бигса који чека извршење смртне казне у Вирџинији. Како Бигс може у танчине да опише свако дете које је икад злостављао, он се куне да не зна ништа о овоме. Бенсонова ускоро сазнаје да је дечак убила једна од бивших Бигсових жртава који живи тајни живот као злостављач деце због злоупотребних навика које је стекао о чему његова супруга нема појма. Неко је убио осумњиченог пре него што га је полиција покупила. Када је један човек признао да је покупио силоватеља, Бенсонова мора да одлучи да ли је злочин починио или га је признао од трауме и срама.        |              |                   |                                    |                                                             |                      |           |                            |
| 130 | 14           | "Игрица"          | Дејвид Плат                        | Патрик Харбинсон                                            | 8. фебруар 2005.     | E5216     | 14.18                      |
| За силовање и убиство којима је претходио напад колима на жртву откривено је да је опуштање после насилне видео игрице под називом "Жестина". Саслушање твораца игре доводи детективе до бившег запосленог који их затим доводи до пара пубертетлија који тврде да нису у стању да разликују нестварно од стварности. |              |                   |                                    |                                                             |                      |           |                            |
| 131 | 15           | "Мување"          | Џин де Сегонзек                    | Џошуа Кочев                                                 | 15. фебруар 2005.    | E5211     | 13.76                      |
| Када је тело пубертетлије пронађе са личном картом њеног старијег рођака, Бенсонова и Стаблер откривају да су она и њен најбољи пријатељ сексуално промискуитетни. Касније су сазнали да је она била ХИВ-позитивна проститутка која ради за порнографског директораи да је предмет опседнутости једног старијег човека. |              |                   |                                    |                                                             |                      |           |                            |
| 132 | 16           | "Дух"             | Дејвид Плат                        | Аманда Грин                                                 | 22. фебруар 2005.    | E5218     | 14.03                      |
| Низ хитова повезаних са дрогом враћа детективе до озлоглашеног нарко-боса Цезара Велеза. Детективима је остао један преживели, уплашено дете кога нарко-клан покушава да убије. Пиштољ који се коришћен у убиствима повезан је са Лијамом Конорсом, једним од Велезових врхунских људи. Конорс има јаку одбрану помоћу које је замало ослобођен све док га Бенсонова и Стаблер нису ухапсили због покушаја убиства ПОТ Александре Кабот годину дана раније. Алекс се враћа из заштите сведока како би помогла у случају. |              |                   |                                    |                                                             |                      |           |                            |
| 133 | 17           | "Бес"             | Хуан Џ. Кампанела                  | Мишел Фејзкас и Тара Батерс                                 | 1. март 2005.        | E5219     | 12.29                      |
| Откриће тела доводи до човека којга је Стаблерухапсио пре четрнаест година. Стаблер се заклиња да не дозволити да се извуче за силовање и убиство. Одељење може да га задржи само двадесет и четири часта, али након висцералног саслушања успели су да прикупе довољно податак у том временском раздобљу да би могли да почну. Крејген и Бенсонова се брину да ће Стаблеру мржња према осумњиченом злостављачу деце утицати на способност да ради свој посао. |              |                   |                                    |                                                             |                      |           |                            |
| 134 | 18           | "Невиност"        | Арон Липстат                       | Дон ДеНун                                                   | 8. март 2005.        | E5220     | 14.73                      |
| Осамнаестогодишњу девојку је отео силоватељиц због чега је њена породица понудила значајну награду за сигуран повратак. Један видовњак се јавио и рекао да има податке и да ће девојка бити пронађена мртва убрзо након тога. Стаблер одбија да верује да је човек у одељењу прави видовњак. Док он даје наговештаје и игра мозгалице, постаје све очигледније да је или он умешан или његова супруга. |              |                   |                                    |                                                             |                      |           |                            |
| 135 | 19           | "Алкохоличарка"   | Марита Грабиак                     | Џонатан Грин                                                | 29. март 2005.       | E5221     | 14.56                      |
| Петнаестогодишња девојчица је ухваћена како има секс са двадесетједногодишњим дечком своје мајке која захтева да га полиција оптужи за силовање, упркос приговором ћерке. На путу до болнице, Бенсонова позива заступника права детета који прекида саслушање. Ово отежава ствар јер је мајка пронађена свирепо убијена, а млади љубавници су главни осумњичени. Детективи покушавају да комбинују оно што је довело до убиства и откривају повест насиља и злоупотребе алкохола од стране покојне. |              |                   |                                    |                                                             |                      |           |                            |
| 136 | 20           | "Ноћ"             | Артур В. Форни и Хуан Џ. Кампанела | Синопсис: Аманда Грин Сценарио: Аманда Грин и Крис Левинсон | 3. мај 2005.         | E5224     | 16.54                      |
| Бенсонова и Стаблер истражују силовање и убиство жене пронађене са пуним устима новца. Они повезују новац са заступником који се бави једне финансијама богате породице. Жена тражи од детектива да се држе даље од њеног сина иако сумњају да он мрзи избеглице који су ушли у земљу ван граничног прелаза који не пријављују злочине из страха од депортације. Тужилаштво је било кратко са доказима док једна избеглица из босне није смогла храбрости да се јави. Бесан због откривања чињенице да је силована, њен брат исламски фундаменталиста, свирепо је напао ПОТ Кејси Новак. |              |                   |                                    |                                                             |                      |           |                            |
| 137 | 21           | "Крв"             | Феликс Алкала                      | Патрик Харбинсон                                            | 10. мај 2005.        | E5223     | 14.50                      |
| Млада жена пријављује да јој је беба избачена из кола. Бенсонова и Стаблер открили су да је она зависна од аналгетика и то их доводи до старије жене која живи сином и снајом. Жена препознаје снају као особу која јој је продалалек, али када су детективи отишли да разговарају са њом, откривају да је растурачица мртва. Стаблер користи свој утицај полицајца када му је ћерка Кетлин ухапшена због вожње под дејством алкохола. |              |                   |                                    |                                                             |                      |           |                            |
| 138 | 22           | "Делови"          | Мет Ерл Бисли                      | Дејвид Фостер                                               | 17. мај 2005.        | E5204     | 16.21                      |
| Када је глава жене пронађена на ауто-отпаду, детективи ОСЖ-а доводе то у везу са црним тржиштем. Ово путовање им открива трагичне животе људи који умиру чекајући пресађивање бубрега. Преко продавца органа, Стаблер и Манч сазнају да су родитељи дечака на самрти прекршили закон како би за њега брзо добили бубрег. Њих двојица почињу да се осећају као да ће доћи главе невиној особи док неко близак Манчу није постао жртва. |              |                   |                                    |                                                             |                      |           |                            |
| 139 | 23           | "Голијат"         | Питер Лето                         | Мишал Фејзкас и Тара Батерс                                 | 24. мај 2005.        | E5225     | 16.38                      |
| Када је супруга полицајца пријавила да ју је супруг силовао, Бенсонова и Стаблер ухапсили су човека и приближно веровали његовој варијанти догађаја када је напао свог капетана Ронија Либермана. Када је други полицајац убио своју жену и покушао да се убије исте ноћи, цела полиција се укључује и ускоро схватају да су се њих двојица недавно вратили кући из Авганистана где им је дат лек Квиним против маларије. Уз невољну помоћ извештача и лекара са нападом савести, Новакова креће на америчку војску. |              |                   |                                    |                                                             |                      |           |                            |